# 图维尔拉里维耶尔
图维尔拉里维耶尔（法語：Tourville-la-Rivière，法語發音：[tuʁvil la ʁivjɛʁ]），法国西北部城市，诺曼底大区滨海塞纳省的一个市镇，隶属于鲁昂区，其市镇面积为8平方公里，2022年1月1日时人口数量为2,574人，在法国城市中排名第4,301位。
图维尔拉里维耶尔位于滨海塞纳省南部，塞纳河右岸，是一个区域性的交通枢纽，因其境内的大型商业中心而闻名。

## 地名来源
图维尔拉里维耶尔最初以“Porholmr”的形式被记载，其拉丁语转写为“Torhulmus”，意为“索尔的岛屿”。15世纪时，当地一度被称为“Tourville-la-Nasse”。“Tourville-la-Rivière”在1801年后成为当地的官方名称。

## 历史
图维尔拉里维耶尔的早期历史尚不清楚。根据当地官方网站的论述，图维尔拉里维耶尔境内曾发现旧石器时代晚期的动物活动遗迹，而当地最早的人类活动遗迹则出现于公元前四千年。古典时期，图维尔拉里维耶尔曾为韦利奥卡斯人的活动范围，后被罗马军队攻占。公元9世纪时，维京人入侵塞纳河下游地区并建立诺曼底公国，并将河中的圣卡特里娜岛（Île Sainte-Catherine）作为一处防御工事。图维尔镇中心的圣马丁教堂于1120至1170年间建成。中世纪末，图维尔初期为一处普通农业聚落。法国大革命后，图维尔拉里维耶尔成为下塞纳省（1955年更名为“滨海塞纳省”）的一个市镇。1843年，途径图维尔的巴黎—勒阿弗尔铁路建成通车，其境内配套修建了一处车站。1865年，塞尔基尼—瓦塞勒铁路亦建成通车，新的图维尔火车站迁址于市区南部。自20世纪中后期以来，得益于鲁昂地区的城市扩张，图维尔拉里维耶尔的人口数量逐年增加。1989年，图维尔拉里维耶尔境内的商业中心建成营业。

## 地理

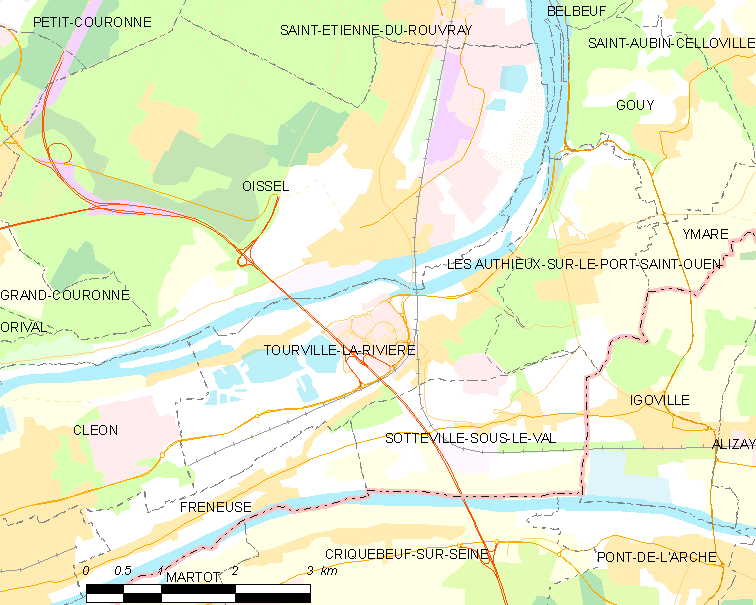
图维尔拉里维耶尔市镇范围地图

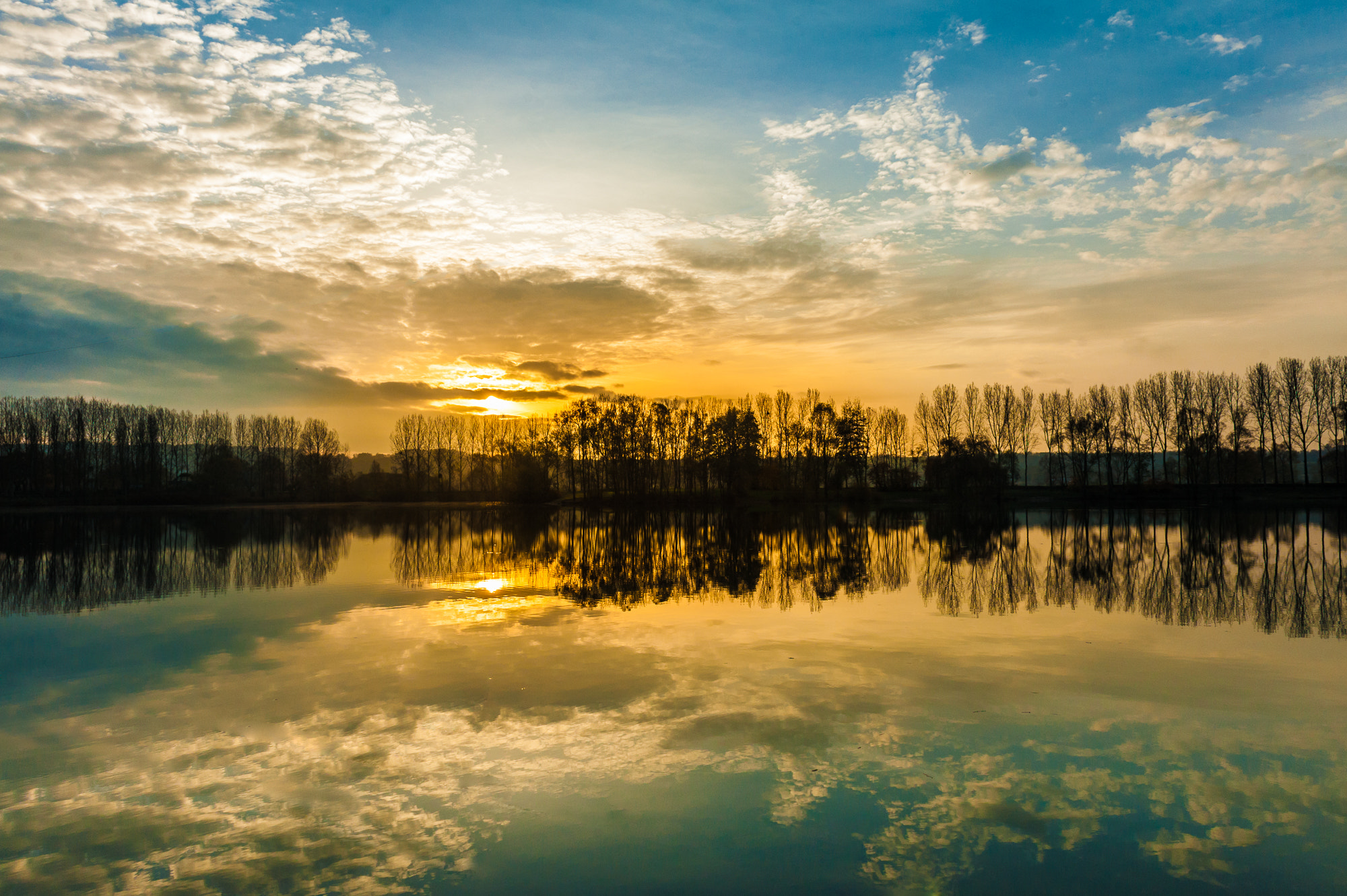
贝达讷湖

图维尔拉里维耶尔位于法国西北部，诺曼底大区东部和滨海塞纳省南部，距离省会鲁昂大约15公里。与图维尔拉里维耶尔接壤的市镇包括：瓦塞勒、古伊、克莱翁、弗勒讷斯、圣旺港畔莱索蒂约和索特维尔苏勒瓦勒。

### 地形
图维尔拉里维耶尔位于塞纳河谷腹地，境内以平原和浅丘为主，市镇中心分为两部分，其中西侧地区地势较为平坦，东侧则为起伏明显的丘陵，全境海拔在2到82米之间。

### 水文
图维尔拉里维耶尔位于塞纳河干流右岸，该河自西南向东北流经市镇西界，其附近河段有近十处河心岛，此外还有由洪水遗留形成的贝达讷湖（Lac de Bédanne）。

### 植被
图维尔拉里维耶尔属于温带阔叶混交林区，林地广泛分布于河流附近及坡地地区。
在鲜花城市的评比中，图维尔拉里维耶尔暂未被评级。

### 气候
图维尔拉里维耶尔在柯本气候分类法中属于温带海洋性气候（Cfb）。

## 行政区划
图维尔拉里维耶尔的市镇编号为76705，邮政编号为76410。
在行政管理方面，图维尔拉里维耶尔隶属于法国诺曼底大区滨海塞纳省鲁昂区；在地方选举方面，图维尔拉里维耶尔隶属于科德贝克莱塞尔伯夫县，其市镇范围全境被划入滨海塞纳省第四选区；在社会管理方面，图维尔拉里维耶尔是鲁昂诺曼底都会区的组成部分。
截至2024年3月，图维尔拉里维耶尔市镇范围内暂无任何城市敏感街区及城市政策优先街区。
法国国家统计与经济研究所（简称）在进行数据统计时，将图维尔拉里维耶尔及相邻的另外49个市镇设为鲁昂城市核心区，并将包括核心区在内的周边共274个市镇划为鲁昂城市区。自2020年起，鲁昂城市区被包含317个市镇的鲁昂城市辐射区代替。此外，还将图维尔拉里维耶尔市镇整体看作一个“块区”（IRIS），以便于统计人口分布情况。

## 交通

### 公路
A13高速公路经过图维尔拉里维耶尔并设有出入口，另有滨海塞纳省省道D7线、D13线、D144线和D292线在图维尔拉里维耶尔境内交汇。
2020年，89.4%的图维尔拉里维耶尔家庭拥有至少一辆私人汽车。2021年，图维尔拉里维耶尔境内共发生各类交通事故2起，造成2人受伤，其中1人重伤。
| 21 | 1 |

| 鲁昂 | 14 |

| 埃尔伯夫 | 9 |

| 小克维伊 | 17 |

### 铁路

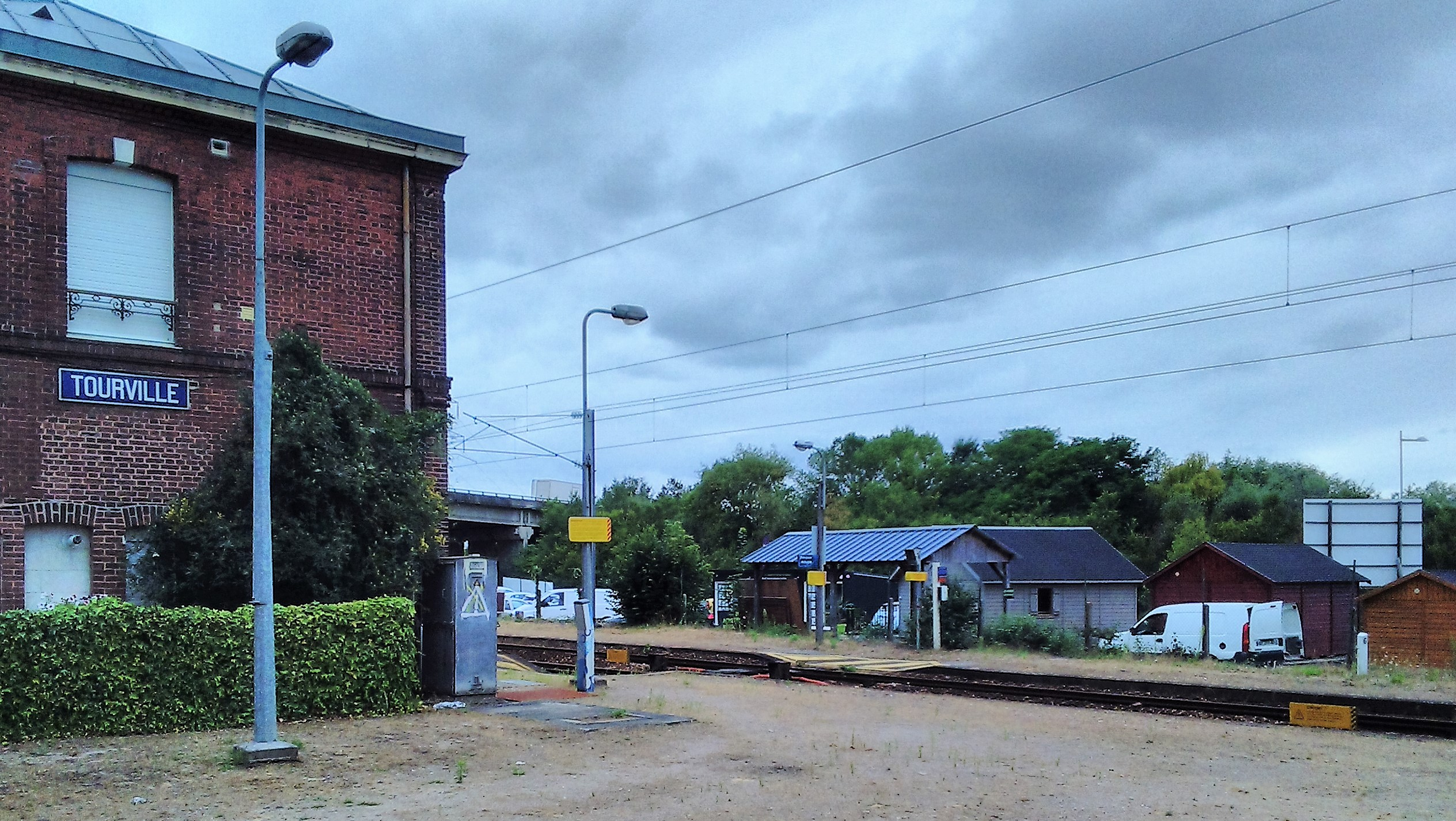
图维尔火车站

图维尔拉里维耶尔位于塞尔基尼—瓦塞勒铁路上。图维尔站位于图维尔拉里维耶尔市区西南部，停靠往返于埃尔伯夫-圣欧班站和伊沃托站一线的区域列车。

### 航空
图维尔拉里维耶尔距离鲁昂机场的公路里程大约15公里，距离博韦-蒂耶机场则大约94公里。

### 城市公共交通
图维尔拉里维耶尔是鲁昂城市公共交通（商业名称为）的服务覆盖范围，后者是整个鲁昂都会区的城市公共交通系统。截至2024年3月，该系统共包括一条有轨电车线路和数十条公交线路，其中公交F线和F3线经过图维尔拉里维耶尔市区。

## 政治

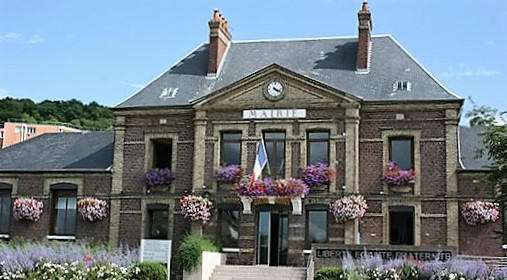
图维尔拉里维耶尔市政厅

图维尔拉里维耶尔的现任市长为阿涅丝·塞塞尔女生（Agnès CERCEL），她是法国共产党的一名成员，在2020年的市政选举中获得了100.00%的支持率（无其他候选人）。
在2022年的法国总统大选的第二轮选举中，法国极右翼政党国民阵线主席玛丽娜·勒庞在图维尔拉里维耶尔获得了50.36%的支持率。

## 人口
2021年，图维尔拉里维耶尔市镇人口数量为2,568，在法国排名第4,301位。其中男性1,228人，女性1,334人，75岁及以上人口占7.5%，外籍人口数量为56人，人口密度为321人/平方公里，当地居民被称为（男性）或（女性）。2022年，图维尔拉里维耶尔境内出生47人，死亡人口33人。
| 图维尔拉里维耶尔1901年－2021年人口变化情况 |
|                                            |
| 数据来源：Cassini、INSEE                   |

## 经济
截至2024年3月，图维尔拉里维耶尔市镇范围内共有各类用人单位（包含自雇）486家，平均历史为14年，其中98.3%为中小型企业（PME），2024年1月至3月间，当地的经济活力指数为0。（行政服务）、（木材加工）及（有害垃圾处理）是当地2021年营业额最高的三个企业，分别为28,250,560欧元、26,051,129欧元和11,389,887欧元。

## 财政与居民收入
2022年，图维尔拉里维耶尔的财政收入总额为5,805,030欧元，财政支出总额为5,040,660欧元，当年的债务总额为3,684,990欧元。2022年，图维尔拉里维耶尔市镇通过增值税获得92,040欧元的收入，此外当地还共获得了0欧元的国家直接财政补助。
| 图维尔拉里维耶尔居民收入情况                     | 图维尔拉里维耶尔居民收入情况 | 图维尔拉里维耶尔居民收入情况 | 图维尔拉里维耶尔居民收入情况 |
| 内容                                             | 图维尔拉里维耶尔             | 法国                         | 统计年份                     |
| ------------------------------------------------ | ---------------------------- | ---------------------------- | ---------------------------- |
| 征税家庭总数                                     | 979                          | 1,081（法国市镇平均）        | 2022年                       |
| 居民平均月收入                                   | 2,323欧元                    | 2,435欧元                    | 2022年                       |
| 高级职员人均月收入                               | 3,856欧元                    | 4,331欧元                    | 2021年                       |
| 中级职员人均月收入                               | 2,524欧元                    | 2,470欧元                    | 2021年                       |
| 普通职员人均月收入                               | 1,841欧元                    | 1,801欧元                    | 2021年                       |
| 贫困率                                           | 12%                          | 14.5%                        | 2020年                       |
| 青壮年（15至64岁）失业率                         | 10.6%                        | 7.4%                         | 2020年                       |
| 征税家庭数量占比                                 | 48.8%                        | 45.5%                        | 2020年                       |
| 家庭年均纳税                                     | 2,458欧元                    | 4,393欧元                    | 2022年                       |
| 资料来源：INSEE、L'Internaute、Le Journal du Net |                              |                              |                              |

## 社会事务

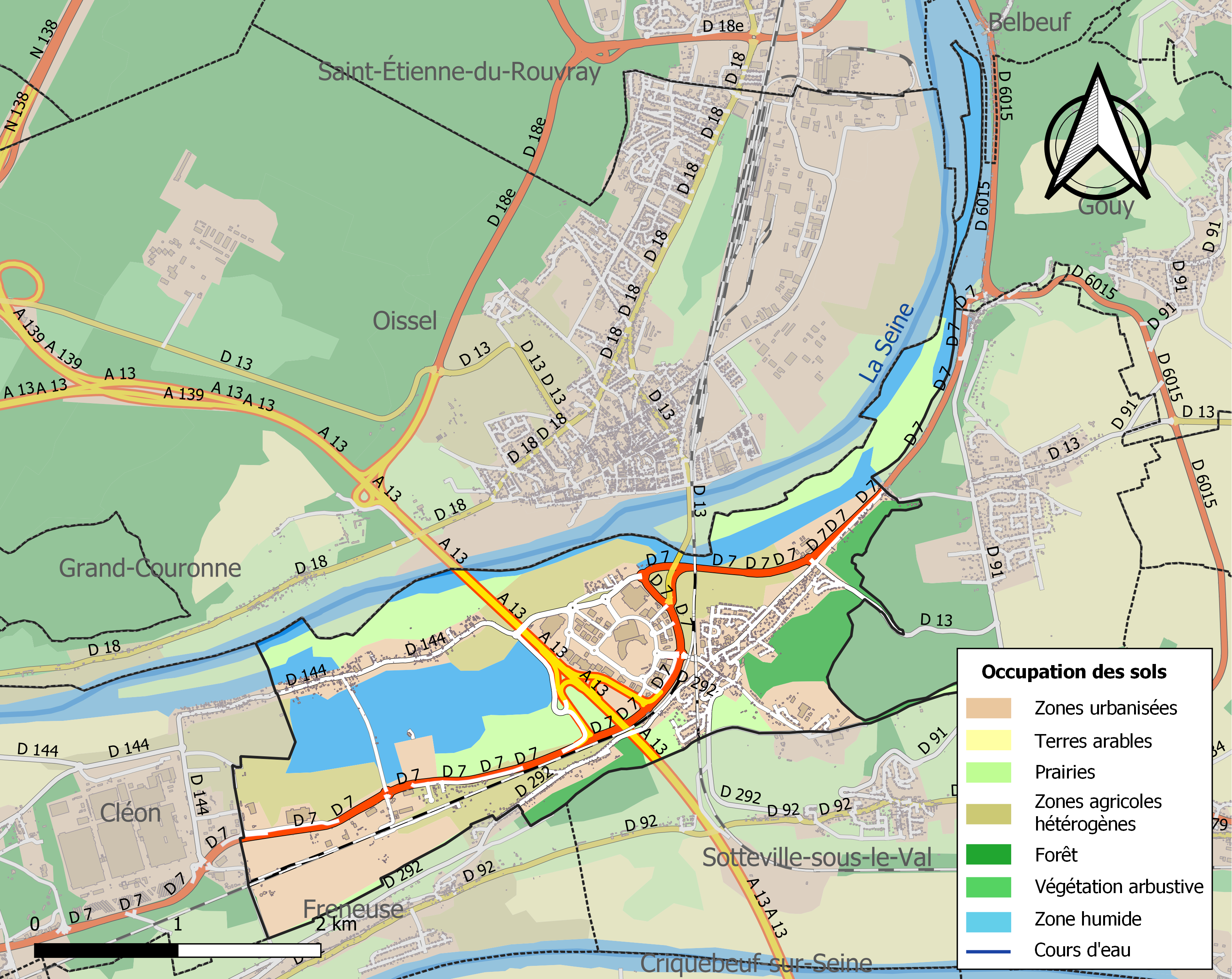
图维尔拉里维耶尔土地利用情况地图

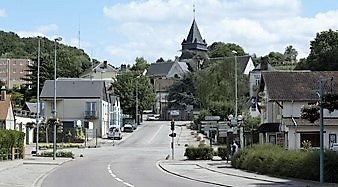
图维尔拉里维耶尔镇中心

### 教育
图维尔拉里维耶尔属于诺曼底学区。截至2021年1月1日，图维尔拉里维耶尔境内共有1所幼儿园和1所小学。

### 医疗
截至2021年1月1日，图维尔拉里维耶尔境内共有全科医生4名、保健师3名、牙医5名、护士4名和助产士1名。境内共有药房1家、养老院1家。
距离图维尔拉里维耶尔最近的区域性医疗机构为埃尔伯夫-卢维耶-瓦勒德勒伊市际中心医院，其主病区医院位于圣欧班莱塞尔伯夫境内，距离图维尔拉里维耶尔市区的正常车程大约9分钟，该院设有床位442个。

### 住房
2020年，图维尔拉里维耶尔境内共有各类住房1,027套，其中79.4%为独立式住宅，20.2%为集中式住宅。常住房屋占图维尔拉里维耶尔市镇范围内居民建筑总量的96.3%。
在住房保障政策方面，2022年，图维尔拉里维耶尔境内共有165户家庭获得了住房经济补助，受益人数占总人口数量的6.4%，其中159份为房租补助。

### 商业
2021年，图维尔拉里维耶尔境内共有各类实体商铺155家，其中餐厅19家、大型超市4家、杂货店1家、面包房3家、肉铺1家、美容美发店6家、汽车维修店6家。
图维尔拉里维耶尔镇中心西侧的商业中心是鲁昂地区的一个大型开放式商业综合体，其境内有建有一家家乐福、迪卡侬、宜家家居鲁昂店、Intersport、Gifi、Kiabi、Leroy Merlin、Darty等商场，以及肯德基、麦当劳、星巴克等餐饮门店。

### 体育
2021年，图维尔拉里维耶尔境内共有1间体育馆、1处网球场、1处足球或橄榄球场以及1处篮球或排球场。
截至2024年3月，图维尔拉里维耶尔足球俱乐部（Football Club Tourville-La-Rivière，编号529361）是图维尔拉里维耶尔境内唯一的一家注册足球俱乐部，成立于1976年，其主队2023至2024赛季参加滨海塞纳省足球联赛甲组（法国第九级别），其主场为莱沙皮特尔球场（Stade des Chapitres）。

### 环境
图维尔拉里维耶尔的环境事务由其所属的鲁昂诺曼底都会区联合各级政府协调负责。2021年，图维尔拉里维耶尔境内共有4家污染企业。

### 治安
图维尔拉里维耶尔及其附近的共34个市镇是鲁昂-埃尔伯夫警区（zone police de Rouen Elbeuf）的管辖范围。2020年，该警区累计记录各类案件24,676起，其中盗窃类案件13,779起，经济类案件3,474起，毒品交易类案件877起。

## 文化

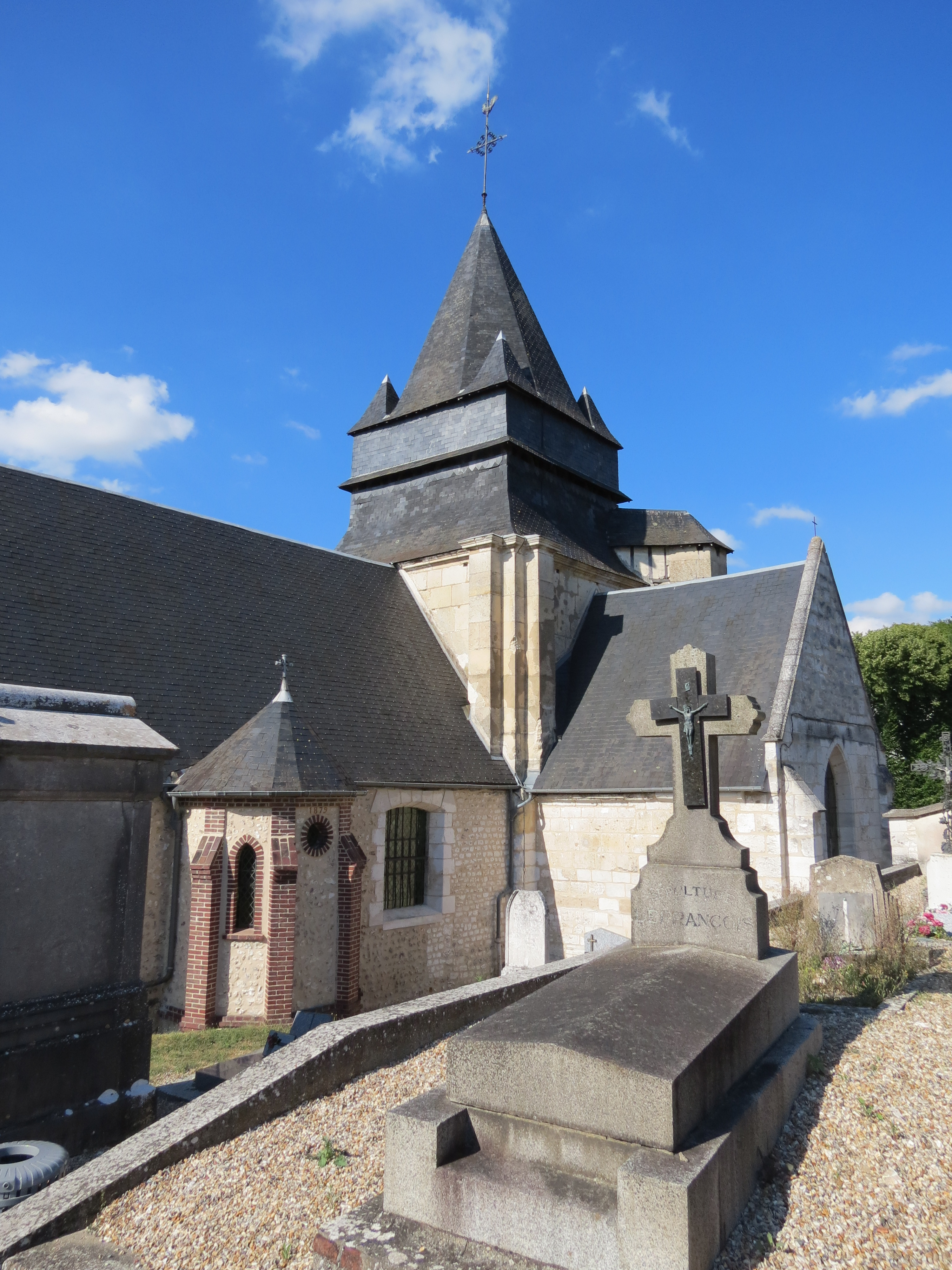
圣马丁教堂

2021年，图维尔拉里维耶尔境内暂无任何文化设施。图维尔拉里维耶尔境内建有皮埃尔·佩雷多媒体中心（Médiathèque Pierre Perret），每周二至六向公众开放。

### 建筑
图维尔拉里维耶尔境内有多处历史建筑，其中镇中心的圣马丁教堂（Église Saint-Martin）是当地的地标性建筑物。

### 旅游
图维尔拉里维耶尔的旅游事务由其所属的鲁昂诺曼底都会区联合各级政府协调负责。2023年，图维尔拉里维耶尔境内暂无任何游客接待设施。

### 媒体
法国主要的媒体均可在图维尔拉里维耶尔接收，法国电视三台下属的诺曼底大区频道在部分时段播出图维尔拉里维耶尔所在滨海塞纳省的地方新闻。《巴黎-诺曼底报》、克里斯塔尔广播、蓝色法兰西鲁昂诺曼底广播等是当地主要的地方性媒体。

## 友好城市
截至2024年3月，图维尔拉里维耶尔暂未建立任何友好城市关系。